# Элеонора Арборейская
Элеонора д’Арбореа (сард. Elianora de Arbarèe, итал. Eleonora d'Arborea; 1340—1404) — правительница юдиката Арбореа со столицей в Ористано. Она вела войну против испанских завоевателей и одержала немало побед.

## Биография
Официальная дата рождения — 1340 год. На самом деле, вероятно, родилась гораздо позже (1348/1355).
Элеонора пришла к власти после убийства брата его подданными (1383), которые были, вероятно, подстрекаемы союзниками Арагона, пытавшегося захватить этот регион. Элеонора, узнав о грозящей опасности, приказала оставшимся верными солдатам выступить против мятежников, привести их к послушанию и вернуть оккупированные территории. В это же время муж Элеоноры с политической миссией был направлен на Арагонский суд, но был взят в плен.
Несколько месяцев спустя, после развала союзнического альянса, Элеонора вместе со своим освобожденным мужем объявила войну Арагонскому Королевству, которая завершилась окончательной победой 2 октября 1385.
За участие в борьбе за независимость государства её прозвали «Жанной д’Арк Сардинии». В центральной точке города Ористано — посреди площади Элеоноры, площади её имени, сегодня стоит памятник национальной героине. А улица, находящаяся под её покровительством, ведет к старинному храму Св. Франциска.
В конце войны Элеонора сосредоточилась на управлении своей страной, и её наивысшим достижением является «Карта де Логу» — свод уголовных, гражданских законов и процессуальных мер, сделавший Ористано главным центром юрисдикции Сардинии. Он был опубликован в 1392 году, работу над ним начал ещё отец Элеоноры Мариано IV. В течение двух лет Мариано занимался переложением в письменном виде устных законов и обычаев Arborea. Его работа, однако, была прервана внезапной смертью от бубонной чумы в 1376 году. Результатом главной законодательной работы его жизни стало уложение законов о ведении сельского хозяйства, который его дочерью Элеонорой впоследствии был включён в её «Карта де Логу». Во времена правления Элеоноры «Карта» была поправлена и дополнена, а самое главное — переведена на сардинский язык. В Средневековье это был один из самых полных и последовательных сводов законодательных правил. Он опирался на римское право и касался, в том числе, и женщин. Благодаря ему жительницы острова не только могли отказаться от замужества, но и получали право собственности.
Элеонора д’Арбореа настояла на включении в свод законов параграфа об охране соколов и других хищных птиц, обитавших на острове. Выжившие благодаря её стараниям птицы носят название сокол Элеоноры.
В 1384 году она построила в Пизани Лонгосардо — одном из четырёх основных портов в Сардинии в XIII и XIV веках — замок, который был до основания разрушен в 1420 году генуэзцами. Это вызвало отток населения из этого района, который в течение следующих двух столетий служил прибежищем пиратов и контрабандистов.
Элеонора умерла в 1404(3?) — согласно легенде, когда помогала согражданам, зараженным чумой. Наследовал ей внучатый племянник — Гийом II де Лара, виконт де Нарбонн.

## Галерея

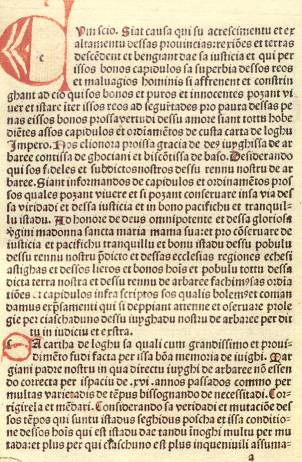
Титульный лист Carta de Logu (XV век)
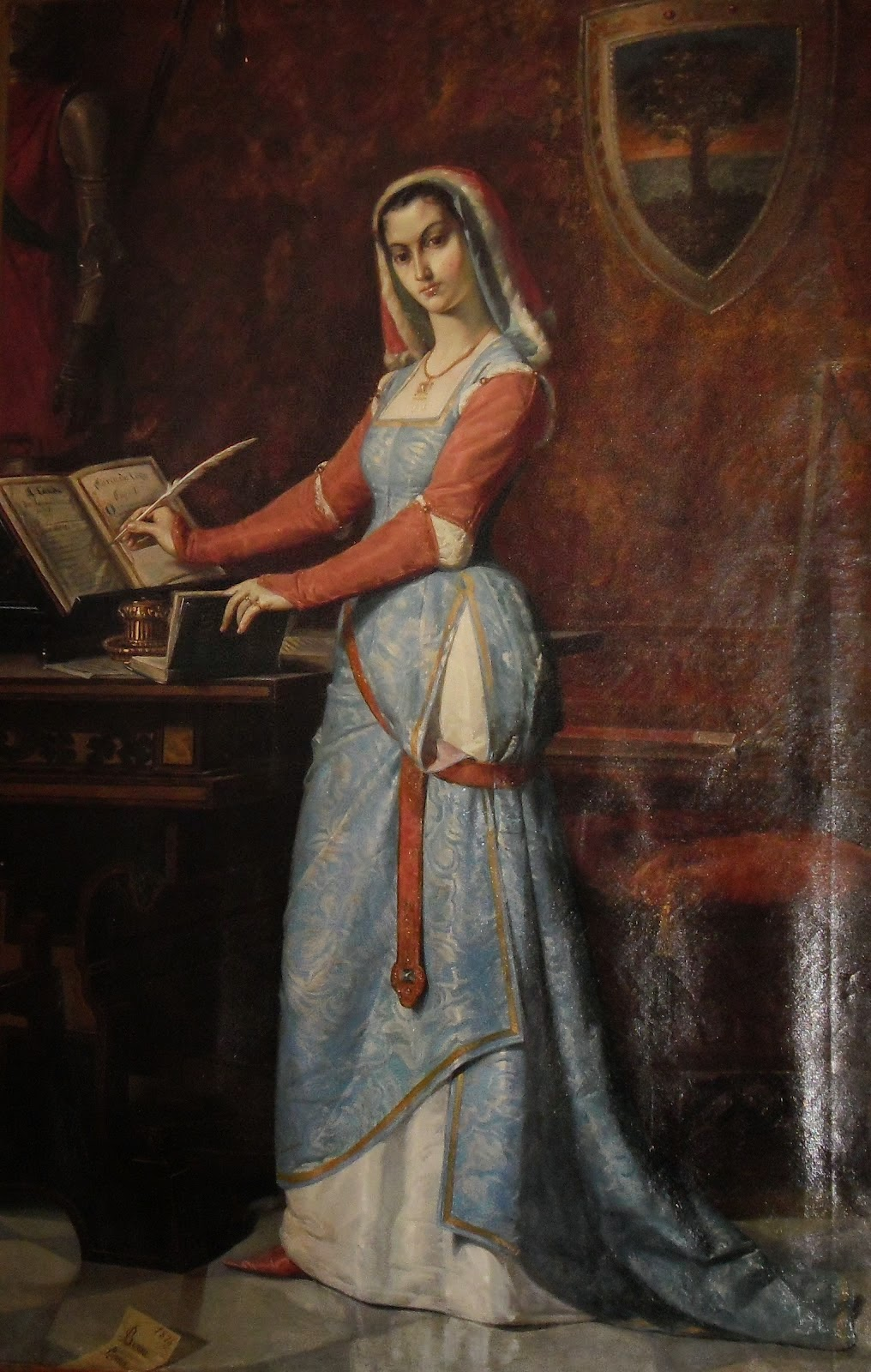
Элеонора Арборейская, утверждающая Carta de Logu. Картина кисти Антонио Бенини (XIX век)
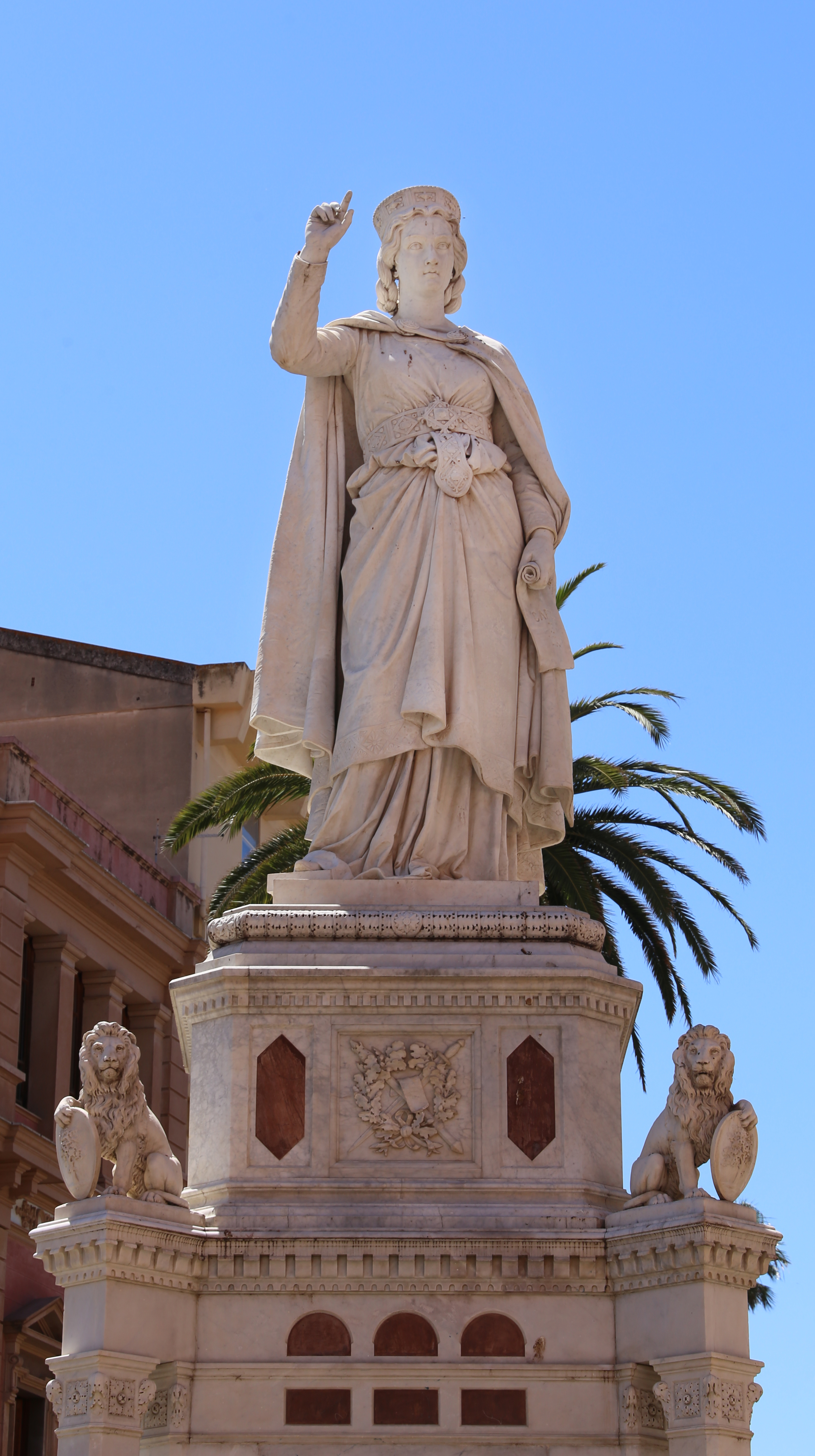
Памятник Элеоноре Арборейской в Ористано (2019)